# Чернявский, Александр Михайлович
Александр Михайлович Чернявский (род. 21 ноября 1956 года) — российский учёный-хирург, член-корреспондент РАН (2022).

## Биография
Родился 21 ноября 1956 года в городе Боготоле Красноярского края.
Окончил Томский государственный медицинский институт.
В 1988 году защитил кандидатскую диссертацию.
В 1997 году защитил докторскую диссертацию, тема: «Хирургическое лечение больных с осложненными формами ишемической болезни сердца (инфаркт миокарда и постинфарктный кардиосклероз)».
С 1998 года работает в Новосибирском НИИ патологии кровообращения имени академика Е. Н. Мешалкина (сейчас НМИЦ имени академика Е. Н. Мешалкина), до назначения и. о. директора был руководителем Центра хирургии аорты и коронарных артерий института.
С 2014 года — главный внештатный специалист-трансплантолог Минздрава России в Сибирском и Дальневосточном федеральных округах.
С мая 2019 года — исполняющий обязанности директора НМИЦ имени академика Е. Н. Мешалкина, 28 февраля 2020 года назначен директором.
В 2022 году избран членом-корреспондентом РАН от Отделения медицинских наук.

## Научная деятельность
Специалист в области трансплантологии и сердечно-сосудистой хирургии.
Основные направления клинических и научных исследований: осложненные формы ишемической болезни сердца, мультифокальный атеросклероз, заболевания аорты и её ветвей, критическая сердечная недостаточность, хроническая легочная гипертензия.
Является одним из лидеров в России в хирургическом лечении осложненных форм ишемической болезни сердца, разработал метод моделирования левого желудочка сердца, на котором основаны многие способы редукции левого желудочка. Создал и внедрил в клиническую практику гибридный метод одновременной коррекции заболеваний коронарных и мозговых артерий у больных атеросклерозом и сердечной недостаточностью.
Первым в Сибири и на Дальнем Востоке выполнил трансплантацию сердца и является главным внештатным специалистом Сибирского и Дальневосточного федеральных округов по трансплантации.
Совместно с сотрудниками институтов СО РАН разработал и готовит к внедрению в клиническую практику отечественное устройство вспомогательного кровообращения на основе дискового насоса с уникальными гемодинамическими характеристиками.
Автор 1488 печатных работ, включая 22 монографии и глав в национальных медицинских руководствах; 29 изобретений и патентов.
Под его руководством защитились 15 докторов и 47 кандидатов медицинских наук.
Член редакционной коллегии отечественных журналов «Ангиология и сосудистая хирургия», «Патология кровообращения и кардиохирургия», «Экспериментальная и клиническая хирургия», «Комплексные проблемы сердечно-сосудистых заболеваний».

## Награды
- Орден Пирогова (5 февраля 2024 года) — за большой вклад в развитие отечественной науки, многолетнюю плодотворную деятельность и в связи с 300-летием со дня основания Российской академии наук[1]
- Заслуженный деятель науки Российской Федерации (18 августа 2010 года) — за заслуги в научной деятельности[2]
- Премия Правительства Российской Федерации в области науки и техники (в составе группы, за 2014 год) — за разработку и внедрение в практику здравоохранения инновационных научно-технологических и организационных решений по повышению эффективности трансплантации сердца[3]
- Премия имени академика М. И. Перельмана (2015) в номинации «Научная работа в торакальной хирургии»